# Bruno Putzulu
Bruno Putzulu est un acteur et chanteur français né le 24 mai 1967 à Pont-Audemer (Eure).
Ancien élève du Conservatoire national supérieur d'art dramatique, il devient pensionnaire de la Comédie-Française de 1994 à 2003. 
Au cinéma, il obtient le César du meilleur espoir masculin en 1999 pour Petits Désordres amoureux de Olivier Péray. Il tourne également dans L'Appât et Holy Lola de Bertrand Tavernier, Éloge de l'amour de Jean-Luc Godard, Monsieur N. d'Antoine de Caunes...
Bruno Putzulu est également chanteur et a sorti deux albums.

## Biographie

### Jeunesse et formation
D’origine sarde par son père, Bruno est né à Pont-Audemer. Amateur de football et d'arts martiaux, il découvre le théâtre grâce à son frère Mario, comédien et metteur en scène dans la troupe de Bob Villette, La Comédie Errante. « Je suis allé le voir jouer. C'est la première fois que j'allais au théâtre et j’ai trouvé ça merveilleux. J’ai réalisé que je pouvais en faire un métier. C’est d’ailleurs lui qui m’a demandé de jouer le rôle du petit garçon dans la pièce de Becket En attendant Godot, l'un de mes premiers rôles. Le deuxième événement, c’est en allant au cinéma. J’étais fan de Bruce Lee, car j'adorais les arts martiaux, et c’est en voyant les bandes annonces pour d’autres films, dans d'autres genres, que je me suis intéressé au métier de comédien ».
Après son bac, il suit des études de lettres modernes à l’université de Rouen et entre au Conservatoire régional de la ville. Pendant quatre ans, il prépare le concours du Conservatoire national supérieur d'art dramatique de Paris et le réussit en 1990 à 23 ans et intègre la classe de Philippe Adrien pendant trois ans.

### Théâtre
Bruno Putzulu entre à la Comédie-Française en 1994 et devient pensionnaire jusqu'en 2003. Il joue notamment Molière : La Comtesse d'Escarbagnas, George Dandin et Monsieur de Pourceaugnac, Beaumarchais : Le Barbier de Séville et Le Mariage de Figaro, Les Fausses Confidences de Marivaux dans les mises en scène de Georges Lavaudant, Jacques Lassalle, Antoine Vitez, Roger Planchon, Catherine Hiegel...
En 2003, la Comédie-Française licencie Bruno Putzulu pour « défaut d'investissement ». Bruno Putzulu porte plainte à la Cour d'appel de Paris qui en 2004 donne raison à l'acteur et dénonce « un licenciement sans cause réelle et sérieuse  accordant au comédien près de 90 000 euros d'indemnités pour réparation du préjudice subi ».
Bruno Putzulu poursuit sa carrière au théâtre avec Ruzante d'Angelo Beolco mis en scène par Jean-Claude Berutti (2004), Si tu mourais de Florian Zeller mis en scène par Michel Fagadau (2006),  Caligula d'Albert Camus mis en scène par Stéphane Olivié Bisson (2010), L'Attentat d'après Yasmina Khadra mis en scène par Franck Berthier (2015), Douze hommes en colère de Reginald Rose mis en scène par Charles Tordjman (2018)...
En 2014 Bruno Putzulu est le narrateur du spectacle musical Italiens, quand les émigrés c'était nous de Rocco Femia. Alors qu'un journal italien lui propose de faire une lecture du roman Les Ritals de François Cavanna, Bruno Putzulu l'adapte ensuite sur scène à partir de 2017 dans une mise en scène de son frère Mario. Putzulu retrouve dans l'enfance de Cavanna, fils de rital, l'histoire de son père, arrivé en France à l'âge de 20 ans.
En 2023 Putzulu est artiste associé à la scène nationale du Granit de Belfort. Son frère Mario écrit et met en scène La Lettre qui relate l'histoire de leur famille. « La Lettre, c’est un retour à notre histoire familiale. Elle vient d’un souvenir. Au décès de mon père, ma mère a donné à Mario une veste. Elle avait un trou dans la doublure. Et s’il y avait quelque chose dedans ! Une lettre. C’est là que la fiction prend le relais. Elle fait référence à l’enfance en Normandie, les vacances en Sardaigne, les gens qu’on aime, les souvenirs et les secrets de famille. Nous sommes entre fiction et réalité ».

### Cinéma
A Paris, Bruno Putzulu retrouve son ami Philippe Torreton qu'il a rencontré à l'université de Rouen. Par son intermédiaire Putzulu rencontre Bertrand Tavernier qui lui offre son premier rôle au cinéma dans L'Appât en 1994 avec Marie Gillain et Olivier Sitruk inspiré de l'Affaire Hattab-Sarraud-Subra. Le film obtient l'Ours d'or à la Berlinale 1995. En 1996 son rôle dans Les Aveux de l'innocent de Jean-Pierre Améris lui vaut une nomination au César du meilleur espoir masculin ; césar qu'il obtient en 1999 pour Petits désordres amoureux de Olivier Péray. Il tourne également dans Un héros très discret de Jacques Audiard, Éloge de l'amour de Jean-Luc Godard, Monsieur N. d'Antoine de Caunes, Holy Lola de Bertrand Tavernier...
En 2003, Bruno Putzulu rencontre Philippe Noiret sur le tournage de Père et Fils de Michel Boujenah. Les deux acteurs se lient d'amitié et Putzulu lui propose d'enregistrer et de publier leurs réflexions sur le métier de comédien,. « On était lié par les auteurs, le théâtre. Il était déjà très souffrant quand je l’ai rencontré. Il n’était plus dans la compétition entre les comédiens. Il me disait qu’il appréciait seulement maintenant de jouer devant des gens. J’allais souvent chez lui, on parlait beaucoup, mais on savait aussi être ensemble dans le silence ».

### Musique
En 1998 Bruno Putzulu rencontre Johnny Hallyday lors du tournage de Pourquoi pas moi ? de Stéphane Giusti. Les deux hommes se lient d'amitié et un soir le chanteur demande à Putzulu de lui écrire une chanson : « J’aimerais bien une chanson qui ressemblerait à notre conversation ». Le comédien écrit Ma vie qui va paraître sur l'album Le Cœur d'un homme du chanteur en 2007,. Putzulu chante depuis son enfance : « La chanson, ça a démarré à l’enfance. Durant les longues journées d’été, en Normandie lorsque je m’ennuyais ; je chantais sur les 33 tours de variétés de l’époque. Je me souviens de Maxime Le Forestier que mes frères aînés écoutaient. Puis au Conservatoire, j’ai beaucoup aimé la classe de chant ». Après une participation sur l'album Chez Leprest, vol. 2 d'Allain Leprest, Putzulu se lance dans l'écriture de chansons avec le musicien Bob Lenox. En 2010, il sort l'album, Drôle de monde qui contient notamment un duo avec Elsa Lunghini qui sera sa partenaire en 2020 dans la série Ici tout commence,.
En 2023 le chanteur sort son deuxième album, C'était quand, dont il signe à nouveau tous les textes.

### Engagement
Bruno Putzulu est engagé au profit de l'association humanitaire Caméléon qui protège et réhabilite des jeunes filles des Philippines, victimes d'abus sexuels et de maltraitance.

## Filmographie

### Cinéma

#### Longs métrages
- 1994 : Emmène-moi de Michel Spinosa : L'acolyte de Giordano
- 1994 : L'Appât de Bertrand Tavernier : Bruno
- 1994 : Jefferson à Paris (Jefferson in Paris) de James Ivory : Figaro
- 1995 : Marie-Louise ou la Permission de Manuel Flèche : Nounours
- 1995 : Mécaniques célestes de Fina Torres : policier
- 1995 : Les Aveux de l'innocent de Jean-Pierre Améris : Serge Perrin
- 1995 : Un héros très discret de Jacques Audiard : Meyer
- 1997 : Petits désordres amoureux de Olivier Péray : Lionel
- 1998 : Une minute de silence de Florent Emilio-Siri : Mimmo
- 1998 : Le Sourire du clown d'Éric Besnard : Lucas
- 1999 : Pourquoi pas moi ? de Stéphane Giusti : Nico
- 1999 : Les Passagers de Jean-Claude Guiguet : David
- 1999 : Les Gens qui s'aiment de Jean-Charles Tacchella : Laurent
- 1999 : Virilité de Ronan Girre : Alexis
- 1999 : De l'amour de Jean-François Richet : Pascal
- 2001 : Éloge de l'amour de Jean-Luc Godard : Edgar
- 2001 : (Entre nous) de Serge Lalou : Loup
- 2001 : Irène d'Ivan Calbérac : François
- 2002 : Lulu de Jean-Henri Roger : Samuel
- 2002 : Lilly's Story de Roviros Manthoulis : le narrateur
- 2003 : Les Clefs de bagnole de Laurent Baffie : Lui-même
- 2003 : Dans le rouge du couchant de Edgardo Cozarinsky : Michel
- 2003 : Monsieur N. d'Antoine de Caunes : Cipriani
- 2003 : Père et Fils de Michel Boujenah : Max
- 2003 : Holy Lola de Bertrand Tavernier : Marco Folio
- 2003 : Tout pour l'oseille de Bertrand Van Effenterre : Charlie
- 2004 : Les gens honnêtes vivent en France de Bob Decout : Rodolphe Clampin
- 2004 : Belhorizon d'Inès Rabadán : Henri
- 2006 : Dans les cordes de Magaly Richard-Serrano : Billy
- 2007 : La Fabrique des sentiments de Jean-Marc Moutout : Jean-Luc
- 2009 : Trésor de Claude Berri et François Dupeyron : Bruno
- 2011 : Les Insomniaques de Jean-Pierre Mocky : Albert
- 2012 : L'Étoile du jour de Sophie Blondy : Zéphyr
- 2015 : L'Art de la fugue de Brice Cauvin : Adar
- 2016 : Sélection officielle de Jacques Richard : Miroslav Slibovitz
- 2022 : Envol de Frédéric Cerulli

#### Courts métrages
- 1996 : Nord pour mémoire, avant de le perdre d'Isabelle Ingold et Viviane Perelmuter
- 1998 : Le Réceptionniste d'Ivan Calbérac
- 2000 : Guedin de Frédy Busso
- 2015 : Juliet de Marc-Henry Boulier

### Télévision
- 1997 : La Famille Sapajou d'Élisabeth Rappeneau : Vlaski
- 1999 : Georges Dandin de Bernard Stora : George Dandin
- 2002 : La Tranchée des espoirs de Jean-Louis Lorenzi : Lieutenant Saint-Jean
- 2003 : La Place de l'autre de Roberto Garzelli : Jean
- 2005 : Le Temps meurtrier de Philippe Monnier : Yann Coézec
- 2006 : Un amour de fantôme d'Arnaud Sélignac : Jérémy
- 2006 : Chez Maupassant : Deux amis de Gérard Jourd'hui : Sauvage
- 2007 : Myster Mocky présente (épisode Le Diable en embuscade) de Jean-Pierre Mocky
- 2008 : La Vie à une de Frédéric Auburtin : Julien
- 2009 : Vénus et Apollon (3 épisodes) : Arnaud
- 2009 : Contes et nouvelles du XIXe siècle : Boubouroche de Laurent Heynemann : Boubouroche
- 2009 : Comme un mauvais souvenir d'André Chandelle : Romain Garraud
- 2011 : L'Âme du mal de Jérôme Foulon : Leo Brolin
- 2011 : Le Grand Restaurant II de Gérard Pullicino : Le potache méchant
- 2013 : Le Bœuf clandestin de Gérard Jourd'hui : Monsieur Dulatre
- 2015 : Cassandre (épisode Le Saut de l'ange) d'Éric Duret : Hervé Morand
- 2016 : Baisers cachés de Didier Bivel : Bruno
- 2018 : Meurtres en Haute-Savoie de René Manzor : Étienne Etchegaray
- 2018 : Vestiaires (épisode La Visite)
- 2018 : Victor Hugo, ennemi d'État de Jean-Marc Moutout : Charles de Morny
- 2020 : H24, série télévisée d'Octave Raspail et Nicolas Herdt : Antoine
- 2020 - 2022 : Ici tout commence : Guillaume Devaut

## Théâtre

### Comédie-Française
- 1990 : Lorenzaccio d'Alfred de Musset, mise en scène Georges Lavaudant
- 1991 : Le Barbier de Séville de Beaumarchais, mise en scène Jean-Luc Boutté
- 1992 : La Comtesse d'Escarbagnas de Molière, mise en scène Jacques Lassalle
- 1992 : Le Mariage de Figaro de Beaumarchais, mise en scène Antoine Vitez
- 1993 : La Serva amorosa de Carlo Goldoni, mise en scène Jacques Lassalle - Molière du meilleur spectacle subventionné 1994
- 1993 : En attendant Godot de Samuel Beckett, mise en scène Philippe Adrien
- 1995 : Occupe-toi d'Amélie de Georges Feydeau, mise en scène Roger Planchon, Salle Richelieu
- 1996 : Long Voyage du jour à la nuit d'Eugene O'Neill, mise en scène Alain Françon, Théâtre du Vieux-Colombier
- 1996 : Moi d'Eugène Labiche et Édouard Martin de Bernier, mise en scène Jean-Louis Benoît
- 1997 : Les Fausses Confidences de Marivaux, mise en scène Jean-Pierre Miquel
- 1999 : George Dandin de Molière, mise en scène Catherine Hiegel
- 2000 : Un garçon impossible de Petter S. Rosenlund, mise en scène Frédéric Bélier-Garcia, Studio-Théâtre de la Comédie-Française
- 2000 : Le Retour d'Harold Pinter, mise en scène Catherine Hiegel
- 2001 : Monsieur de Pourceaugnac de Molière, mise en scène Philippe Adrien

### Hors Comédie-Française
- 1991 : Flora Tristan de Yoland Simon, mise en scène Bob Villette
- 1993 : La Fiancée du matin d'Hugo Claus, mise en scène Bernard Habermeyer
- 2004 : Ruzante d'Angelo Beolco, mise en scène Jean-Claude Berutti, Comédie de Saint-Étienne
- 2006 : Si tu mourais de Florian Zeller, mise en scène Michel Fagadau, Comédie des Champs-Élysées
- 2009 : Le Médecin malgré lui de Molière, mise en scène Jean-Claude Berutti, Comédie de Saint-Étienne
- 2010 - 2011 : Caligula d'Albert Camus, mise en scène Stéphane Olivié Bisson, Théâtre de l'Athénée-Louis-Jouvet, Comédie de Picardie, Théâtre National de Nice, tournée
- 2012 - 2013 : Occupe toi d'Amélie de Georges Feydeau, mise en scène Pierre Laville, Théâtre de la Michodière, tournée
- 2014 : Caligula d'Albert Camus, mise en scène Stéphane Olivié Bisson, Théâtre des Célestins
- 2014 : Italiens, quand les émigrés c'était nous, mise en scène Rocco Femia, Toulouse, Villeneuve-sur-Lot
- 2015 : L'Attentat d'après Yasmina Khadra, mise en scène Franck Berthier, tournée
- 2017 : Votre maman de Jean-Claude Grumberg, mise en scène de Charles Tordjman, Théâtre de l'Atelier, tournée
- 2017-2019 : Les Ritals d'après François Cavanna, adaptation Bruno Putzulu, mise en scène Mario Putzulu - Tournée[21]
- 2018-2020 : Douze hommes en colère de Reginald Rose, mise en scène Charles Tordjman, théâtre Hébertot et tournée
- 2023 : Les Ritals d'après François Cavanna, adaptation Bruno Putzulu, mise en scène Mario Putzulu, théâtre Lucernaire
- 2024 : La lettre de et mise en scène Mario Putzulu, tournée[4]
- 2025 : Le Journal d'Antoine Beauquier, mise en scène Anne Bouvier, théâtre de Paris

## Discographie

### Collaborations
- En 2007 Bruno Putzulu écrit les paroles de la chanson Ma vie sur l'album Le Cœur d'un homme de Johnny Hallyday[22].
- En 2009 Bruno Putzulu interprète Où vont les chevaux quand ils dorment sur l'album Chez Leprest, vol. 2 d'Allain Leprest.
- Philippe Noiret - Une Vie de Comédien. Conversation de Philippe Noiret avec Bruno Putzulu, 3 CD, Frémeaux & Associés, 2014[23]
- En 2016 Bruno Putzulu interprète La Vie d'artiste de Léo Ferré sur l'album Éternel Léo Ferré à l'occasion du centenaire de sa naissance[24].

## Livre audio
- Le Père Goriot de Honoré de Balzac, éditions Frémeaux & Associés, 2017
- La balade de Johnny de David Rautureau, éditions Frémeaux & Associés, 2021[25]

## Publication
- Philippe Noiret : Je me suis régalé, conversation avec Bruno Putzulu, Flammarion, 2007

## Distinctions

### Récompenses
- Festival du Jeune Comédien de Béziers Hippomène 1997
- César 1999 : meilleur espoir masculin pour Petits désordres amoureux[26]
- Festival international des Très Courts 2014 : Prix d'honneur

### Nomination
- César 1996 : meilleur espoir masculin pour Les Aveux de l'innocent

### Décorations
- Chevalier des Arts et des Lettres 2002